# Mesochorus pilicornis
Mesochorus pilicornis är en stekelart som först beskrevs av Cameron 1907.  Mesochorus pilicornis ingår i släktet Mesochorus och familjen brokparasitsteklar. Inga underarter finns listade i Catalogue of Life.